# Toronto Waterfront Marathon

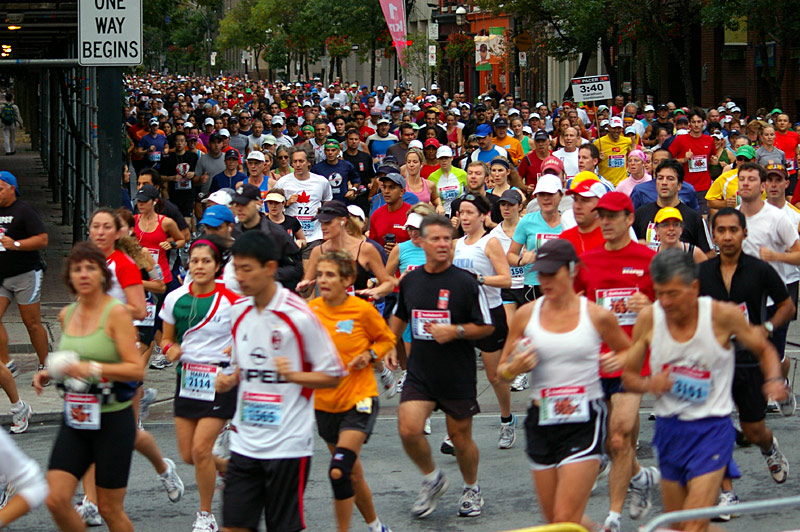
Lopers tijdens de Toronto Waterfront Marathon in 2008.

De Toronto Waterfront Marathon is een hardloopwedstrijd van 42,195 km, een marathon, die jaarlijks in oktober wordt gehouden in Toronto, Ontario, Canada.  Het evenement kent ook afstanden van een halve marathon en een 5 km wedstrijd. De naam van de wedstrijd verwijst naar het Waterfront gebied, de oevers van het meer Lake Ontario, waarlangs het parcours gedeeltelijk loopt.
De Toronto Waterfront Marathon is een van de vier wegwedstrijden in Noord-Amerika met de status "IAAF Gold Label Road Race" en trekt daardoor een groot aantal toplopers van over de hele wereld. De loop is opgericht in het jaar 2000 door het bedrijf Runners Choice Promotions Ltd. Tegenwoordig is de wedstrijd de grootste en snelste marathon van Canada. Het aantal deelnemers bedroeg in 2015 3.754 op de hele marathon en 10.246 op de halve marathon.
De wedstrijd moet niet verward worden met een andere marathon die jaarlijks in mei gelopen wordt in Toronto, de marathon van Toronto.

## Parcoursrecords
- Mannen: 2:06.52 - Philemon Rono  Kenia (2017)
- Vrouwen: 2:22.29 - Mimi Belete  Ethiopië (2018)

## Top 10 snelste
Met een gemiddelde van 2:07.52,1 van de tien snelste tijden staat de Toronto Waterfront Marathon niet in de Lijst van snelste marathonsteden. De marathon is wel de snelste van Canada.
| Rang | Naam                  | Land | Tijd    | Jaar | Plek |
| ---- | --------------------- | ---- | ------- | ---- | ---- |
| 1    | Philemon Rono         | KEN  | 2:06.52 | 2017 | 1    |
| 2    | Deressa Chimsa        | ETH  | 2:07.05 | 2013 | 1    |
| 3    | Nenson Kipruto        | KEN  | 2:07.24 | 2018 | 1    |
| 4    | Augustino Sulle       | TAN  | 2:07.46 | 2018 | 2    |
| 5    | Kenneth Mburu Mungara | KEN  | 2:07.58 | 2010 | 1    |
| 6    | Jafred Chirchir       | KEN  | 2:08.10 | 2010 | 2    |
| 7    | Daniel Rono           | KEN  | 2:08.15 | 2010 | 3    |
| 8    | Laban Korir           | KEN  | 2:08.15 | 2014 | 1    |
| 9    | Philemon Rono         | KEN  | 2:08.26 | 2016 | 1    |
| 10   | Felix Kandie          | KEN  | 2:08.30 | 2018 | 3    |

(bijgewerkt t/m 2018)

## Uitslagen
| Editie | Jaar | Winnaar           | Land | Tijd      | Winnares               | Land | Tijd      |
| ------ | ---- | ----------------- | ---- | --------- | ---------------------- | ---- | --------- |
| 1      | 2000 | Joseph Nderitu    | KEN  | 2:19.41,4 | Sue Grise              | CAN  | 3:08.38,2 |
| 2      | 2001 | Daniel Howat      | CAN  | 2:45.20,8 | Leslie Gold            | USA  | 3:07.10,1 |
| 3      | 2002 | Stephane Gamache  | CAN  | 2:25.24,5 | Nicole Stevenson       | CAN  | 2:37.56,4 |
| 4      | 2003 | Joseph Nderitu    | KEN  | 2:17.50,0 | Ljoebov Morgoenova     | RUS  | 2:36.19,5 |
| 5      | 2004 | Danny Kassap      | COD  | 2:14.50,0 | Lioudmila Kortchaguina | RUS  | 2:36.31,9 |
| 6      | 2005 | Simon Kipruto     | KEN  | 2:11.56,5 | Anastasia Ndereba      | KEN  | 2:36.30,8 |
| 7      | 2006 | Daniel Rono       | KEN  | 2:10.14,6 | Małgorzata Sobańska    | POL  | 2:34.31,7 |
| 8      | 2007 | John Kelai        | KEN  | 2:09.30,0 | Asha Gigi              | ETH  | 2:33.15,7 |
| 9      | 2008 | Kenneth Mungara   | KEN  | 2:11.00,9 | Mulu Seboka            | ETH  | 2:29.05,9 |
| 10     | 2009 | Kenneth Mungara   | KEN  | 2:08.31,9 | Amane Gobena           | ETH  | 2:28.30,4 |
| 11     | 2010 | Kenneth Mungara   | KEN  | 2:07.57,1 | Sharon Cherop          | KEN  | 2:22.42,8 |
| 12     | 2011 | Kenneth Mungara   | KEN  | 2:09.49,0 | Koren Jelela           | ETH  | 2:22.42,5 |
| 13     | 2012 | Sahle Warga       | ETH  | 2:10.35,8 | Mary Davies            | NZL  | 2:28.55,4 |
| 14     | 2013 | Deressa Chimsa    | ETH  | 2:07.04,8 | Flomena Cheyech        | KEN  | 2:25.13,0 |
| 15     | 2014 | Laban Korir       | KEN  | 2:08.15   | Mulu Seboka            | ETH  | 2:23.15   |
| 16     | 2015 | Ishhimael Chemtan | KEN  | 2:09.00   | Shure Demise           | ETH  | 2:23.37   |
| 17     | 2016 | Philemon Rono     | KEN  | 2:08.26   | Shure Demise           | ETH  | 2:25.16   |
| 18     | 2017 | Philemon Rono     | KEN  | 2:06.52   | Marta Lema             | ETH  | 2:28.20   |
| 19     | 2018 | Benson Kipruto    | KEN  | 2:07.24   | Mimi Belete            | ETH  | 2:22.29   |